# Мурзилка и великан
«Мурзилка и великан» — советский мультипликационный фильм, созданный в 1960 году режиссёром-мультипликатором Петром Носовым. Третий мультфильм в цикле из четырёх фильмов о приключениях специального корреспондента Мурзилки.

## Сюжет
Однажды сказочный великан Дермидонтович из Тридевятого царства случайным образом перемещается из книжки в Советский Союз 1960 года, прямо на выставку ВДНХ. Поначалу великан приходит в шок от всего увиденного и ничего не понимает: приняв вертолёт Ми-4 за мельницу, он ставит его вертикально, а при виде робота пугается и убегает. Робот звонит специальному корреспонденту «Последних сказочных известий» Мурзилке и сообщает о появлении на выставке великана.
Мурзилка получает задание провести для великана небольшую экскурсию, чтобы тот вернулся в сказку с хорошими впечатлениями. Мурзилка прилетает к Дермидонтовичу, знакомится с ним и показывает ему «чудеса» — достижения советских технологий. Великан изначально относится скептически ко всему увиденному и заявляет, что сказочные диковинки гораздо лучше. Однако позже он всё же понимает, что в Советском Союзе живут и работают умные люди, и, поражённый увиденным, возвращается в книжку.

## Создатели
- Автор сценария — Анатолий Сазонов
- Режиссёр — Пётр Носов
- Художники-постановщики — Владимир Арбеков, Лидия Модель
- Композитор — Карэн Хачатурян
- Операторы — Нина Климова, Екатерина Ризо
- Звукооператор — Георгий Мартынюк
- Редактор — Аркадий Снесарев
- Художники-мультипликаторы: Елизавета Комова, Лидия Резцова, Иван Давыдов, Борис Чани, Игорь Подгорский, Сергей Степанов, Фаина Епифанова, Василий Рябчиков, Галина Караваева
- Ассистенты режиссёра — Г. Бродская, Т. Теплякова
- Художники-декораторы — Г. Невзорова, Ирина Светлица, Елена Танненберг
- Роли озвучивали (в титрах не указаны): Юлия Юльская (Мурзилка)

## Видео
Мультфильм был выпущен на VHS компанией «СОЮЗ-ВИДЕО» в 1990-е годы, перевыпущен на DVD той же компанией в 2000-е.

## Факты
- Первые аккорды музыкального вступления заимствованы из вступления к мультфильму «Полёт на Луну». Причём, вступления в обоих мультфильмах написаны в абсолютно одинаковой тональности.